# Смоляница
Смоляница (белор. Смаляні́ца) — деревня в Пружанском районе Брестской области Белоруссии. Входит в состав Хоревского сельсовета.

## География
Деревня Смоляница находится в 2 км от трассы Р85 на удалении 105 км от Бреста, 20 км к северо-востоку от Пружан, 33 км от железнодорожной станции Оранчицы на линии Барановичи — Брест. Рядом, в 2 км, расположены биологические заказники «Михалинско-Берёзовский» и «Бусловка». Население — 345 жителей, 148 дворов (2005). Площадь деревни 61,7299 га; протяженность границ 6,5 км.

## История
В Российской империи — в Носковской волости Пружанского уезда Гродненской губернии. В 1886 году 616 жителей, 50 домов, 1807 десятин земли, церковь, школа, питейный дом. Согласно переписи 1897 года 860 жителей, 114 дворов, церковь, народное училище, магазин. В составе Польши — в гмине Носки, а с 1926 года — в гмине Рудники Пружанского уезда Полесского воеводства. В деревне действовала подпольная ячейка КПЗБ, в 1924 году на многолюдном митинге выступила с речью участница революционного движения Вера Хоружая. С сентября 1939 года в составе БССР, с 15 января 1940 в составе Пружанского района Брестской области. 23.06.1941 г. деревня попала в зону оккупации немецко-фашистских захватчиков. 13.07.1944 года д. Смоляница была освобождена советскими войсками. Согласно переписи 1959 года — 818 жителей; в 1970 году — 615 жителей; в 2003 году — 344 жителя, 147 хозяйств.

## Культура
Действует фольклорная группа «Смаляначка».

## Достопримечательность
- Церковь во имя святителя Николая Чудотворца (1867)[5]
- Братская могила —  Историко-культурная ценность Республики Беларусь, шифр 113Д000649
- Обелиск (1950) на братской могиле советских солдат и партизан (1941—1944)

## Знаменитые уроженцы и жители
- Виктор Босак[6] — белорусский ученый-агрохимик, доктор сельскохозяйственных наук.
- Николай Слободенюк[7] — терапевт, заслуженный врач Российской Федерации.